# DyLight Fluor
DyLight Fluor é uma família de corantes fluorescentes produzidos pela empresa Dyomics em colaboração com Thermo Fisher Scientific. Anticorpos conjugados a corantes DyLight são produzidas pela Thermo Fisher Scientific aasim como por diversos parceiros, incluindo Jackson Immunoresearch, Rockland Immunochemicals, Inc., AbD Serotec,e KPL.
Corantes DyLight são tipicamente usados em biotecnologia e pesquisa como biomoléculas, marcação de tecidos e células para microscopia de fluorescência, biologia celular ou biologia molecular.